# Legione dei Supercriminali
La Legione dei Supercriminali (Legion of Super-Villains) è un gruppo di supercriminali protagonisti di diversi fumetti dell'Universo DC. Sono gli avversari, nel futuro, della Legione dei Supereroi. Comparvero per la prima volta come adulti in Superman vol. 1 n. 147, e come adolescenti in Adventure Comics n. 372.

## Storia
Venne fondata da Tarik il Muto, che soffriva di un danno irreparabile alle sue corde vocali, avvenuto durante uno scontro a fuoco con la polizia scientifica. A causa di questo evento sviluppa un odio patologico per l'ordine e la giustizia. Fonda una scuola per super criminali, utilizzata anche da quartier generale e luogo di reclutamento. Sotto ricatto, Colossal Boy, venne convinto a diventare uno degli insegnanti.
Numerose incarnazioni della Legione si formarono nel corso degli anni, guidate prima da Sun Emperor e successivamente da Nemesis Kid. Nella loro ultima incarnazione conquistarono il pianeta Orando, dotato di una tecnologia poco sviluppata, governato dalla Principessa Projectra. Utilizzando il loro potere teletrasportarono l'intero pianeta in un'altra dimensione allo scopo di farne una base per le loro operazioni. Ogni criminale giurò di uccidere un membro della Legione dei Supereroi, ma solo Nemesis Kid riuscì in questa impresa, dopo aver ferito mortalmente Karate Kid.
Nella continuità post-Crisi, alcuni dei membri della Legione dei Super Criminali tentò di manipolare l'universo alterando le origini sia di Superman che di Batman e adottandoli come fossero i loro "bambini", trasformandoli infine, nei dittatori della Terra. Superman e Batman riuscirono però a sottrarsi al lavaggio del cervello, restaurando il corso naturale della linea temporale, ma tenendo con sé i ricordi del tempo trascorso con i criminali.

### Cinque Anni Dopo
Nel quarto volume di, Legion of Super Heroes, la Legione dei Supercriminali si sciolse. Echo si unì al gruppo durante la Five Year Gap, ma lo lasciò, dopo gli eventi della Black Dawn. Lightning Lord venne assunto nella piantagione di famiglia su Winath. Ron-Karr si unì alla Legione degli Eroi sostituti, mentre Spider Girl si unì alla Legione dei Supereroi, nutrendo dei sentimenti per Jo Nah e cambiando il suo nome in Wave. Saturn Queen si sposò con Matter Eater Lad, lasciando il gruppo, dopo aver ritrovato l'ipno-pietra della sua famiglia dal Principe Evillo: successivamente divenne Regina di Titano. Radiation Roy fu rapito dal Dominatore, gli fu quasi cancellata la mente come soldato del Dominio. Questi eventi furono tutti cancellati nel corso degli eventi di Ora zero.

### The Lightning Saga
Le manifestazioni della Legione dei Supercriminali basati negli incubi di Dream Girl comparvero alla fine di Justice Society of America n. 4, dove uccisero le guardie del Manicomio Arkham.

### Superman e la Legione dei Supereroi
In Action Comics n. 859, Spider Girl e Radiation Boy erano membri della xenofobica Justice League della Terra, insieme ad altri, respinti della Legione dei Supereroi, come Earth Man, Eyeful Ethel, Tusker, Golden Boy, e Storm Boy. Spider Girl aveva una relazione sentimentale con Earth Man, leader della League, e scambiò la Legionaria Strega Bianca con Mordru, in cambio del permesso di restare al di fuori del pianeta. Adesso, Roy doveva indossare una tuta di contenimento, dato che i suoi poteri radioattivi gli causavano tumori su tutto il corpo, uno in particolare gli sfigurò la parte destra del volto. Sconfitti da Superman e la Legione, i Leaguers furono mandati nel pianeta-prigione di Takron-Galtos.

### Crisi finale: la Legione dei 3 mondi
La Legione dei Supercriminali comparve nella miniserie Crisi finale: la Legione dei 3 mondi, pubblicata dall'agosto 2008 al marzo 2009. Questa incarnazione della Legione includeva: Lightning Lord, Saturn Queen, Cosmic King, Sun Emperor, Beauty Blaze, Ol-Vir, Tyr, Zymr, Hunter II, e Chameleon Chief, così come anche Black Mace, Universo, Dr. Regulus, Grimbor l'Incatenatore, Mordru, Esper Lass, Magno Lad, Micro Lad, Echo, Terrus, la Lega dei Super Assassini (Silver Slasher, Lazon, Neutrax, Mist Master e Titania), i Fatal Five (Tharok, Emerald Empress, Il Persuasore, Mano e Validus), e la Justice League della Terra (Radiation Roy, Tusker, Spider Girl, Golden Boy, Storm Boy ed Earth-Man) guidata da Superboy-Prime. I criminali furono liberati da Takron-Galtos da Superboy Prime, tutti gli confessarono che lui, fu l'ispirazione, che li fece unire in un gruppo.
Ad ogni membro della Legione fu consegnato un anello con il simbolo di Prime. Successivamente, la Legione dei Supereroi comparve nel Mondo degli Stregoni quando Mordru tentava di fermare Dawnstar, Wildfire, Blok, e la Lanterna Verde/Legionario Rond Vidar dal perseguitare la Strega Bianca. Lei riuscì a creare un portale, e Rond li costrinse ad entrarvi, ma Vidar fu lasciato da solo contro l'intera squadra di criminali. Dopo aver ucciso Lazon, Saturn Queen riuscì a condizionalo mentalmente e ad ostacolare la sua volontà. Quando Prime prese Vidar per il collo, Saturn Queen gli chiese di aspettare, dato che Rond era il figlio di Universo. Universo non sembrò preoccuparsi di Rond, anzi, voleva solo il suo anello del potere. Rond lo schernì, dicendogli che non sarebbe mai stato suo, e gli sputò in faccia prima che Prime gli spezzasse il collo. Universo tentò di prendere l'anello, ma questo volò su Oa. Quindi fu offerto a Mordru, temporaneamente, il posto tra i ranghi della Legione: fu la stessa cosa con i Fatal Five e la Justice League. Earth-Man giunse alla conclusione, che sebbene tutti i criminali si odiassero tra di loro, tutti volevano morta la Legione dei Supereroi. Quindi, i criminali si diressero verso la Terra per attaccare la Legione. Ma i loro piani fallirono, in quanto la Strega Bianca utilizzò un incantesimo di Mordru "aufero magus infusco!" tre volte per assorbire i poteri dell'ex marito.

### DopoCrisi finale: la Legione dei 3 mondi
In Adventure Comics n. 3/506 (dicembre 2009), fu rivelato che la Legione dei Supercriminali inviò una squadra di spionaggio nel XXI secolo.

## Membri
I membri della Legione dei Supercriminali includono:
- Beauty Blaze: vero nome sconosciuto. Possiede abilità legate al fuoco e al calore.
- Chameleon Chief: Jall Tannuz. Poteri simili ma non uguali a quelli di Chameleon Boy.
- Cosmic King: Laevar Bolto di Venere. Poteri di trasmutazione simili a quelli di Element Lad.
- Echo: Myke-4 Astor di Calish Aetia. Abilità soniche.
- Esper Lass: Meta Ulnoor di Titano. Poteri telepatici simili a quelli di Saturn Girl.
- Hunter II: Adam Orion di Simballi. Figlio dell'Hunter originale, cerca vendetta nella Legione per la morte di suo padre.
- Lightning Lord: Mekt Ranzz di Winath. Fratello di Lightning Lad e Light Lass, con poteri di luce.
- Magno Lad: Kort Grezz di Braal. Abilità magnetiche simili a quelle di Cosmic Boy.
- Micro Lad: Lalo Muldron di Imsk. Può variare la sua taglia, come Shrinking Violet.
- Nemesis Kid: Hart Druiter di Myar. Può adattare ogni potere per sconfiggere ogni tipo di nemico.
- Ol-Vir: poteri daxamiti simili a quelli di Mon-El, ma senza l'immunità al piombo.
- Radiation Roy: Roy Travich della Terra. Isotopo radioattivo vivente.
- Ron-Karr: Nettuniano che può appiattirsi.
- Saturn Queen: Eve Aries di Titano. Viaggiatrice temporale del futuro.
- Spider Girl: Sussa Paka della Terra. Possiede dei capelli simili a ragnatele.
- Sun Emperor: Nigal Douglous della Terra. Poteri solari simili a quelli di Sun Boy.
- Terrus: vero nome sconosciuto. Abilità legate alla terra. Il suo corpo è fatto di uno sciame di insetti.
- Tyr: guerriero dal pianeta Tyrraz con una pistola bionica al posto del braccio destro.
- Zymyr: un nativo del pianeta Gil'Dishpan che può creare delle curvature.
- I membri rimanenti della Lega dei Super Assassini (Silver Slasher, Mist Master, Lazon, Titania and Neutrax)

## Altri media
- La Legione dei Supercriminali comparve in Lightning Storm, un episodio della serie animata Legion of Super Heroes. Con il nome di "Light Speed Vanguard", fingevano di essere supereroi tentando di replicare le imprese della Legione dei Supereroi. Tuttavia, presto si rivelarono assassini ed estorsionisti. I membri erano Lightning Lord, Hunter, Esper, Tyr, Wave, e Ron-Karr. Questa versione è principalmente guidata da Lightning Lord. Il gruppo, senza di lui, ritornò all'inizio della seconda stagione. Ora guidati esclusivamente da Tyr, comparvero come una delle tante squadre di criminali liberati dalla prigione da Imperiex. Brainiac 5 si riferì a loro chiamandoli Legione dei Super-Criminali.
- Lightning Lord e Ron-Karr comparvero entrambi sotto la guida di Iperiex.